# Кнез, Деян
Деян Янез Кнез (словен. Dejan Janez Knez; 18 мая 1961, Трбовле, СФРЮ) — словенский музыкант, композитор и художник, известный участник индастриал-группы Laibach.

## Биография
Сын известного югославского и словенского художника Янеза Кнеза. Учился в университете на факультете политологии, также получил профессиональное образование художника. В 1978 году образовал свой музыкальный проект 300 000 V.K., который будет впоследствии исполнять композиции в жанре техно.
Летом 1980 года встретил Эрвинма Маркошека, Милана Фраса и Томаша Хостника, вместе с которыми образовал коллектив Laibach. Выступал на первых концертах группы, однако вскоре вынужден был покинуть коллектив не только из-за преследования в Югославии, но и из-за наркотической зависимости. В 1990-х лечился от наркотиков.
Сегодня работает в проекте 300 000 V.K. под псевдонимом Baron Carl Von Reichenbach. Также благодаря таланту художника создавал обложки альбомов для 300 000 V.K. и Laibach (изображён вверху слева на обложке альбома Let It Be - кавер-версии одноименного альбома группы The Beatles).